# Vuelo 902 de Korean Airlines

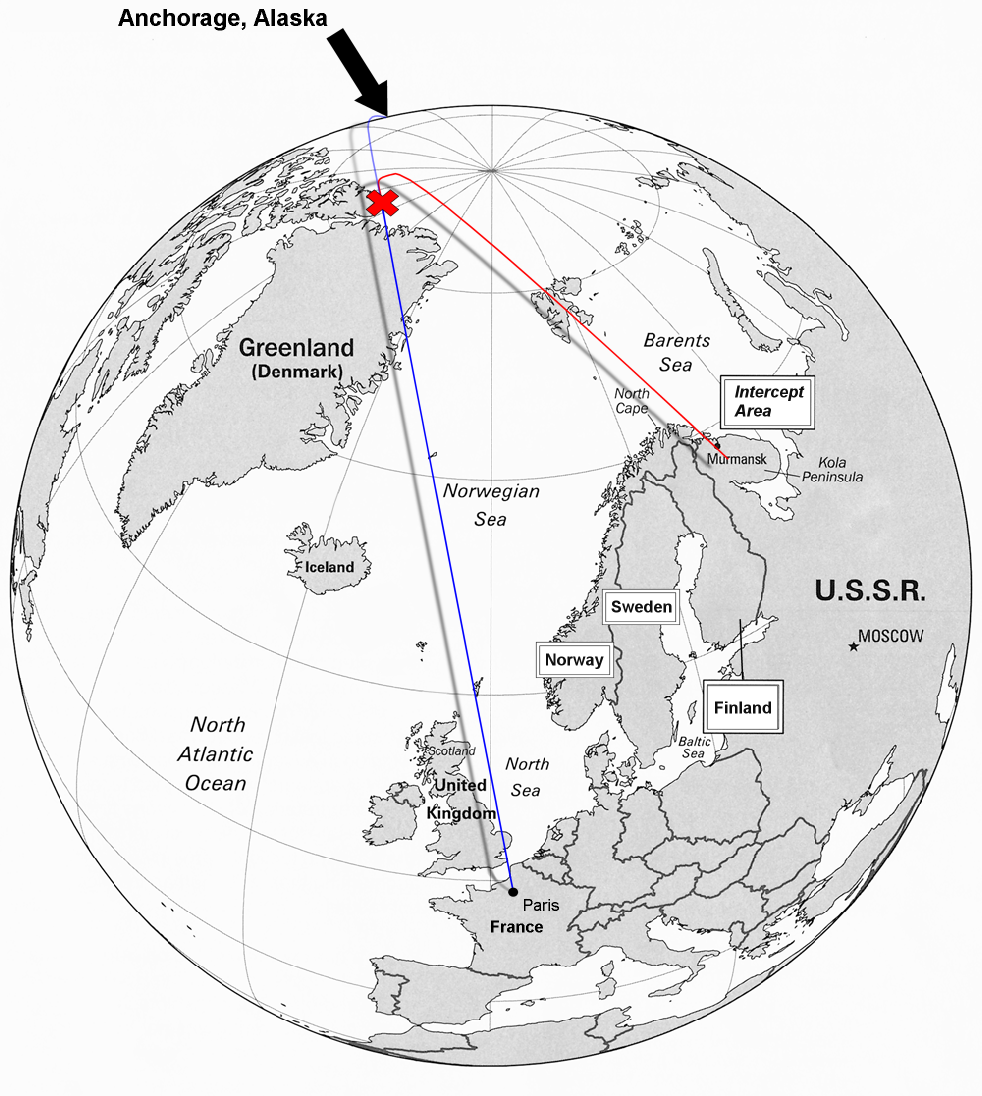
Plano de vuelo del KAL 902 y la ruta seguida.

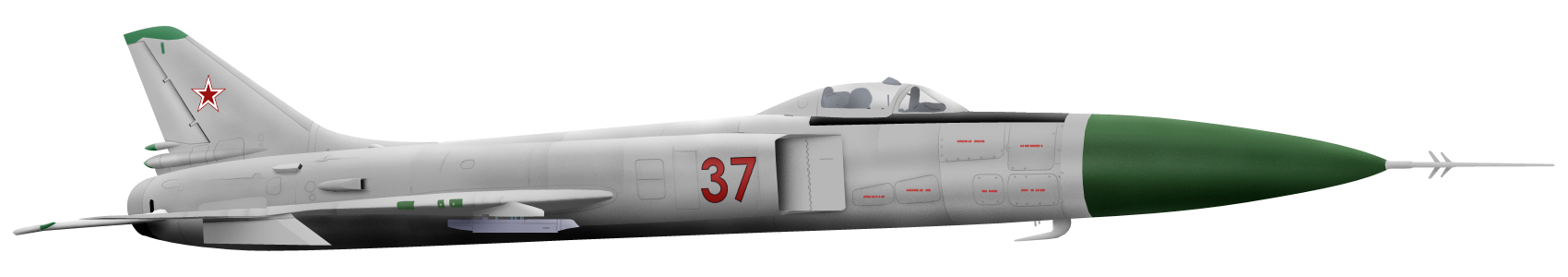
El Sujoi Su-15 era un caza interceptor soviético.

El vuelo 902 de Korean Air (KAL902, KE902) era el número de vuelo de un avión de pasajeros derribado por cazas soviéticos el 20 de abril de 1978, cerca de Múrmansk, después de que este violara el espacio aéreo soviético y fallara en comunicarse con los interceptores soviéticos. Dos pasajeros murieron en el accidente. 107 pasajeros y la tripulación sobrevivieron después de que el avión hizo un aterrizaje forzoso en un lago congelado.

## Derribo
El avión Boeing 707 (registro HL7429), pilotado por Kim Chang Kyu, partió de París, Francia rumbo a Anchorage, Alaska, donde este tenía la intención de repostar y proceder a Seúl, Corea del Sur. El avión voló hacia al norte pasando sobre la estación de alerta de las Fuerzas de Canadá, localizado a 650 km del polo norte. Esto hizo que se corrija su curso hacia el sur; no hacia Anchorage, localizada en 149°53′ O, sino en dirección contraria hacia Murmansk en 33°5′ E. El avión no fue equipado con un sistema de guía inercial, y los pilotos no notaron la posición del sol, casi 180° fuera de donde debería estar. Según la explicación coreana oficial, los pilotos en sus cálculos de navegación usaron el signo incorrecto de la declinación magnética al convertir entre rumbos magnéticos y verdaderos. Esto hizo que el avión volara a lo largo de un enorme arco hacia la derecha, lo cual hizo que la aeronave se dirigiera al norte de Gran Bretaña hacia Islandia, formando un arco alrededor de Escandinavia y hacia el mar de Barents, en el espacio aéreo soviético. Cazas Su-15TM (designación OTAN: Flagon-E) despegaron de la base aérea de Afrikanda en busca de la aeronave, que fue identificada como un avión militar estadounidense (RC-135, que comparte características similares con los 707, como muchos otros aviones militares estadounidenses).
Según informes soviéticos, el intruso no hacía caso a las órdenes de seguir los interceptores. El piloto A. Bosov del Su-15 recibió la orden de derribarlo. Disparó un solo misil, causando daño en el ala izquierda y penetrando el fuselaje, causando la descompresión explosiva y matando a dos de los 97 pasajeros. Después que el misil dio en el blanco, el vuelo 902 era todavía capaz de seguir en el aire. A las 23:05, 40 minutos después del ataque, fue obligado por otro SU-15TM (pilotado por Anatoly Kerefov) a aterrizar en el congelado lago Korpijärvi, 400 km al sur de Múrmansk y a 30 km de la frontera con Finlandia. Los 107 sobrevivientes fueron rescatados por helicópteros rusos.
Los pasajeros fueron liberados a los dos días, mientras que la tripulación fue interrogada y liberada después de haberse disculpado públicamente. Los pilotos coreanos reconocieron que no siguieron las instrucciones del caza voluntariamente. La Unión Soviética trató de cobrar a Corea del Sur 
Un acto casi idéntico sería repetido cinco años más tarde por el vuelo 007 de Korean Air.